# Медисиландия
Медисиландия (порт. Medicilândia) — муниципалитет в Бразилии, входит в штат Пара. Составная часть мезорегиона Юго-запад штата Пара. Входит в экономико-статистический микрорегион Алтамира. Население составляет 27 328 человек на 2010 год. Занимает площадь 8272,629 км². Плотность населения — 3,3 чел./км².

## История
Город основан 12 мая 1989 года. 

## Демография
Согласно сведениям, собранным в ходе переписи 2010 г. Национальным институтом географии и статистики (IBGE), население муниципалитета составляет:
| Полное население                               | Полное население                               | Полное население                               | Полное население                               | 27 328 |
| ---------------------------------------------- | ---------------------------------------------- | ---------------------------------------------- | ---------------------------------------------- | ------ |
| в том числе:                                   | Городское население                            | 9559                                           | Процент городского населения, %                | 34,98  |
|                                                | Сельское население                             | 17 769                                         | Процент сельского населения, %                 | 65,02  |
|                                                | Мужское население                              | 14 888                                         | Процент мужского населения, %                  | 54,48  |
|                                                | Женское население                              | 12 440                                         | Процент женского населения, %                  | 45,52  |
| Плотность населения, чел/км²                   | Плотность населения, чел/км²                   | Плотность населения, чел/км²                   | Плотность населения, чел/км²                   | 3,30   |
| Население муниципалитета в % к населению штата | Население муниципалитета в % к населению штата | Население муниципалитета в % к населению штата | Население муниципалитета в % к населению штата | 0,36   |

По данным оценки 2015 года, население муниципалитета составляет 29 887 жителей.

## Статистика
- Валовой внутренний продукт на 2003 год составляет 241 088 360,00 реалов (данные: Бразильский институт географии и статистики).
- Валовой внутренний продукт на душу населения на 2003 год составляет 10 930,24 реалов (данные: Бразильский институт географии и статистики).
- Индекс развития человеческого потенциала на 2000 год составляет 0,710 (данные: Программа развития ООН).

## Административное деление
Муниципалитет состоит из 2 дистриктов:
| № | Наименование дистрикта | Наименование дистрикта (порт.) | Территория, км² | Население, чел.(2010) | Население, чел.(2010) | Население, чел.(2010) | Плотность, чел./км² | Код дистрикта |
| № | Наименование дистрикта | Наименование дистрикта (порт.) | Территория, км² | всего                 | городское             | сельское              | Плотность, чел./км² | Код дистрикта |
| 1 | Медисиландия           | Medicilândia                   | 3925,64         | 22 461                | 8683                  | 13 778                | 5,72                | 150445505     |
| 2 | Униан-да-Флореста      | União da Floresta              | 4346,99         | 4867                  | 876                   | 3991                  | 1,12                | 150445535     |

## Важнейшие населенные пункты
| № | Населённый пункт          | Населённый пункт (порт.)  | Категория | Население чел. (2010) | На карте                       |
| - | ------------------------- | ------------------------- | --------- | --------------------- | ------------------------------ |
| 1 | Медисиландия              | Medicilândia              | город     | 8683                  | 3°26′58″ ю. ш. 52°53′28″ з. д. |
| 2 | Униан-да-Флореста         | União da Floresta         | поселок   | 876                   | 3°30′55″ ю. ш. 53°08′35″ з. д. |
| 3 | Нова-Фронтейра            | Nova Fronteira            | поселок   | 684                   | 3°25′41″ ю. ш. 52°48′19″ з. д. |
| 4 | Пакал                     | Pacal                     | поселок   | 628                   | 3°27′58″ ю. ш. 52°54′08″ з. д. |
| 5 | Вила-Жоржи-Буэну-да-Силва | Vila Jorge Bueno da Silva | поселок   | 375                   | 3°23′18″ ю. ш. 52°43′13″ з. д. |
| 6 | Вила-Нова-Эсперанса       | Vila Nova Esperança       | поселок   | 353                   | 3°21′43″ ю. ш. 52°49′10″ з. д. |
| 7 | Вила-Тирадентис           | Vila Tiradentes           | поселок   | 315                   | 3°29′27″ ю. ш. 52°47′16″ з. д. |
| 8 | Верди-Флореста            | Verde Floresta            | поселок   | 272                   | 3°30′46″ ю. ш. 52°55′10″ з. д. |
| 9 | Вила-Мигел-Густаву        | Vila Miguel Gustavo       | поселок   | 121                   | 3°28′56″ ю. ш. 52°58′26″ з. д. |